# مسلمو دهوبي
دهوبي (بالأوردية مسلمان دهوبى)، مجموعة عرقية مسلم توجد في جنوب آسيا، كانوا يمتهنون تقليديًا غسل الملابس. وهم يعتبرون من المسلمين المتحولين من طبقة الدهوبي الهندوسية، ويتواجدون في شمال الهند وباكستان. يُعرف المجتمع أيضًا باسم شاروا وغازار في باكستان وحواري ومومين كسّار في الهند.

## هوامش
- يُسمون في الخليج العربي دوبي، وهي تُطلق على المصبغات نسبةً إلى القومية التي تعمل في غسل الملابس، ولكن في الوقت الحالي أصبحت مرادفًا للمصبغة بغض النظر عمًا يعمل فيها.